# Panyembrama
Panyembrama est une forme de danse balinaise laïque chorégraphiée par I Wayan Berata et représentée pour la première fois en 1971. Comprenant des mouvements de danse sacrée, elle est destinée à être représentée devant des touristes.

## Histoire
La danse payembrama naît du besoin de montrer aux touristes une danse proche des danses sacrées : ces dernières ne peuvent être effectuées devant des touristes sans compromission de leur caractère sacré. Une controverse à ce sujet a lieu dans les années 1960. Réalisée hors des temples, elle a l'avantage de permettre de danser devant des touristes tout en maintenant le sacré des autres danses. La danse oleg tamulilingan se trouve dans la même situation : il s'agit de représenter cet art devant un public non Balinais, et notamment occidental   .
I Wayan Beratha, chorégraphe du Conservatoire Karawitan (indonésien : Konservatori Karawitan) connaît la danse traditionnelle balinaise. Son organisation le charge de créer une nouvelle danse profane . Pour créer ce qui allait devenir le panyembrama, Beratha s'inspire du legong, du condong et du pendet, danses traditionnelles   . Cette base, dans la danse traditionnelle, conduit à la classification du panyembrama comme une forme de danse classique par le critique d'art AM Hermin Kusmayati .
La danse Panyembrama est représentée pour la première fois au Pandan Festival. Cette forme de danse s'enseigne dans les écoles de danse balinaises  et peut se pratiquer dans les temples lors de cérémonies religieuses, comme une danse de bienvenue pour les dieux .

## Performance

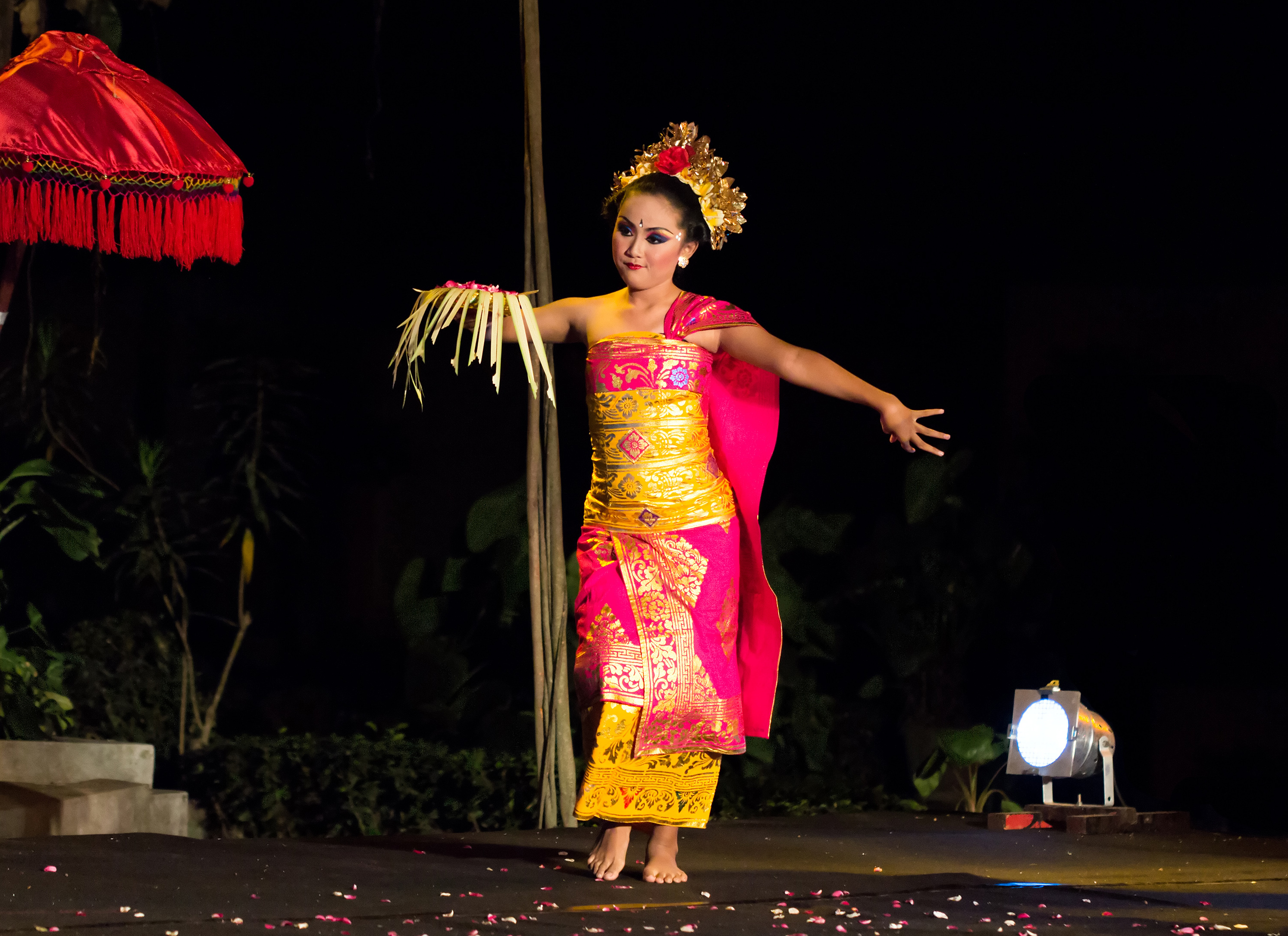
Une danseuse de panyembrama avec son plat de fleurs

Le nom panyembrama, du mot balinais sambrama, signifie "bienvenue" : il s'agit d'une danse d'accueil . Lors de longs évènements, cette danse est exécutée avant le legong rendu laïc .
Les danseuses, toujours de jeunes femmes, montent sur scène avec un plat en métal (généralement en argent ou en aluminium) contenant de l'encens et des fleurs . Elles sont plusieurs à réaliser cette danse, et portent des vêtements superposés, décorés d'un motif doré appelé prada . Elles portent le kamben (sarong), ainsi qu'un tissu étroitement enveloppé qui les couvre de la poitrine à la taille. Sur la tête, elles portent des coiffes dorées et des fleurs de frangipanier .
Pour ouvrir la danse panyembrama, les interprètes s'agenouillent, comme pour prier. Des mouvements de bienvenue aux invités sont effectués, accompagnés de gamelan. Leurs mouvements sont lents, accentuant les courbes du corps des danseuses . À la fin de la représentation, les danseuses tournent en rond, se lançant des fleurs parfumées les unes aux autres et au public . Contrairement à d'autres danses balinaises, le panyembrama n'est pas destiné à transmettre une histoire .

## Ouvrages cités
- Tanuja Barker, Melanie K Smith et Agung Wiranatha, Cultural Tourism in a Changing World, vol. 7, New York, Channel View Publications, coll. « Tourism and cultural change », 2006, 215–24 p. (ISBN 978-1-84541-044-5), « Authenticity and Commodification of Balinese Dance Performances Tanuja Barker, Darma Putra & Agung. Wiranatha »
- Zachar Laskewicz, « From the Hideous to the Sublime: Olfactory Processes, Performance Texts, and the Sensory Episteme », Performance Research, vol. 31, no 8,‎ 2003a, p. 55–65 (ISSN 1469-9990, lire en ligne)
- Zachar Laskewicz, Music as Episteme, Text, Sign and Tool: Comparative Approaches to Musicality as Performance, Seattle, Saru, 2003b (ISBN 978-0-935086-35-5, lire en ligne)
- Brita Renee Heimarck, Balinese Discourses on Music and Modernization: Village Voices and Urban Views, vol. 5, New York, Routledge, coll. « Current research in ethnomusicology », 2003 (ISBN 978-0-415-94208-9)
- (id) A.M. Hermin Kusmayati, Pengantar Apresiasi Seni [« Introduction to Art Appreciation »], Jakarta, Balai Pustaka, 1992 (OCLC 29591251), « Tari Daerah »
- Michel Picard, Bali: Pariwisata Budaya dan Budaya Pariwisata [« Bali: Culture Tourism and Tourism Culture »], Jakarta, Kepustakaan Populer Gramedia, 2006 (ISBN 978-979-9100-58-0, lire en ligne)
- Kartika D Suardana, Dances of Bali, Kuta, Now! Bali, 2012 (ISBN 978-602-97971-1-4, lire en ligne)
- Intan Tanjung, « Stories within dances », The Jakarta Post,‎ 7 octobre 2012 (lire en ligne [archive du 9 novembre 2014], consulté le 8 novembre 2014)